# Курт (страва)

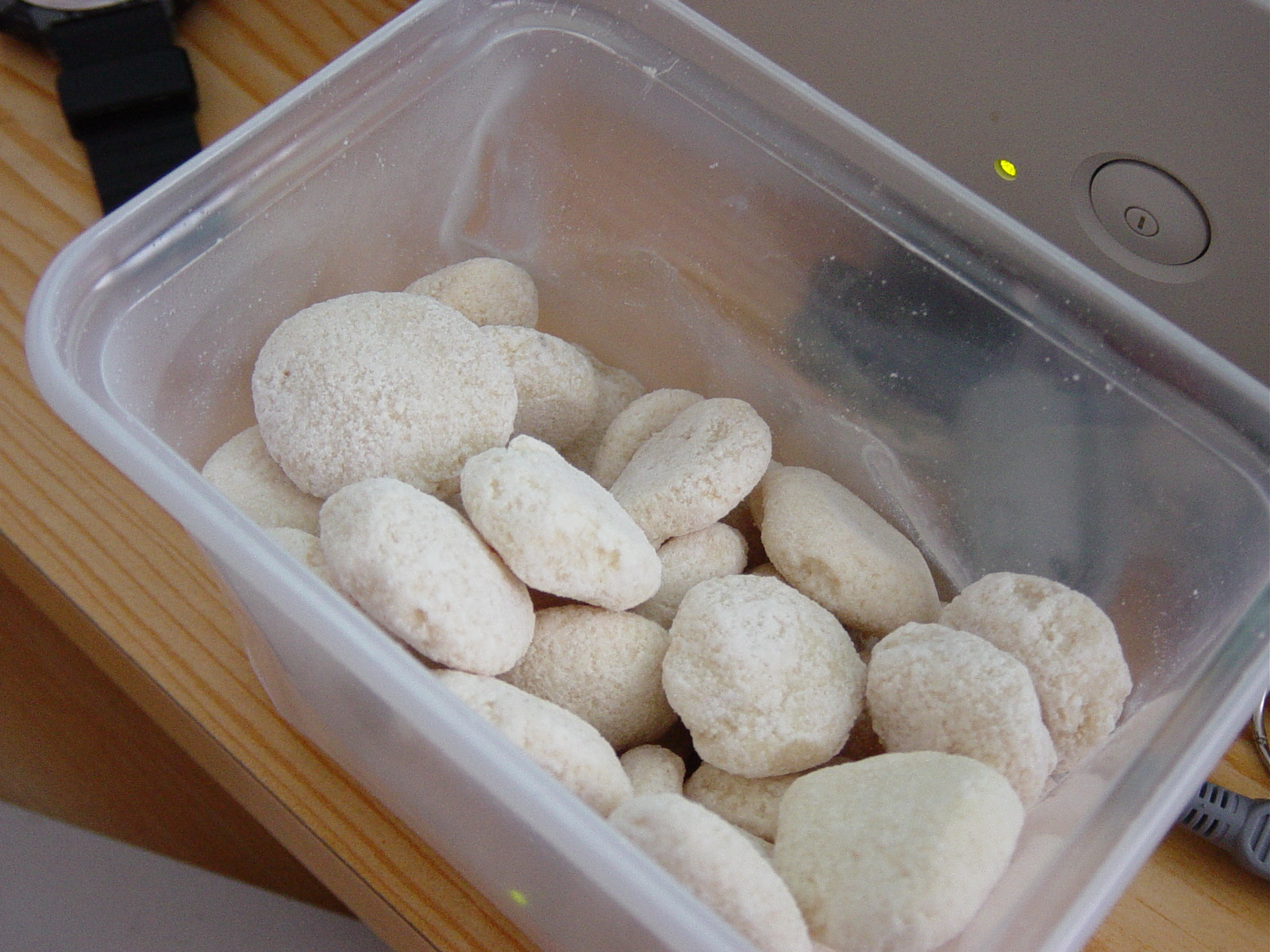
Казахський курт

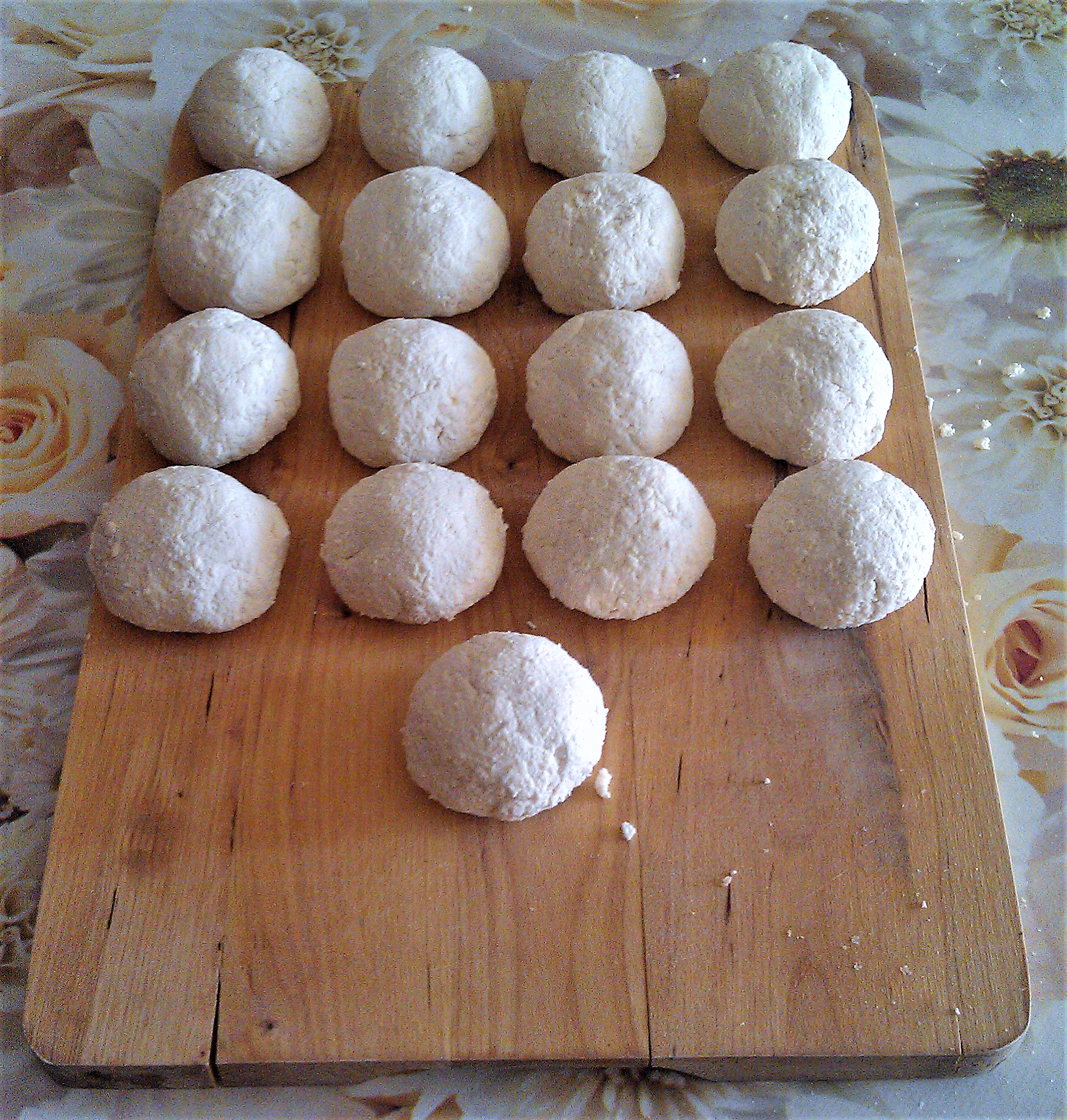
Башкирський курут

Курт, також курут (каз. құрт, туркм. gurt, узб. qurt, азерб. qurut, башк. ҡорот, тат. корт, кирг. курут, пушту قروت‎, тур. kurut, sürk, taş yoğurt, kurutulmuş yoğurt, шор.қурут), кашк (перс. کشک‎, араб. كشك‎, курд. keşk‎, тур. keş peyniri), чортан (вірм. չորթան, [чор, означає «сушений» плюс тан]), ааруул (монг. ааруул), турак (кар. turaq) — це низка сухих кисломолочних продуктів, які використовуються в іранській, курдській, турецькій, монгольській, центральноазійській, кавказькій кухнях та кухнях народів Леванту.
Слово курт походить від тюркського прикметника кири, або куру, що означає «сухий», так само, як катик походить від прикметника кати.
Під цією назвою існує три основних види молочних продуктів: продукти на основі прокислого молока (йогурт або сир), продукти на основі перлового бульйону, хліба або борошна, і продукти на основі зернових культур, змішаних із прокислим молоком.

## Історія
Курт був винайдений кочовими народами Центральної Азії.
Страва під назвою хортан згадується у вірменській епічній поемі «Давид Сасунський» VIII століття, що вперше була записана у 1873 році. Страва кашк також згадується у перській збірці поезій Х століття «Шах-наме».

## Види
Курт буває трьох видів:
1. Солоний сушений, у вигляді кульок або циліндриків, обжатих в долоні;
2. Варений і просушений. Маса вариться протягом 2–3 год, далі скатується у вигляді кульок або циліндриків, які згодом сушаться на сонці;
3. Варений пастоподібний. Такий курт додається в сорпу (бульйон).

Треба зазначити, що сушений курт також можуть додавати в бульйон, але у такому випадку його попередньо розм'якшують у воді або в бульйоні.
У башкирів курт являє собою кульки розміром з апельсин. Казахи часто додають кислий курт в м'ясні жирні супи.

## Приготування
Курт готують з овечого, козячого, коров'ячого молока. На півдні Казахстану курт роблять з кобилячого молока, а на заході — з верблюжого.
Солоний курт виготовляється шляхом виводу вологи зі згущеної молочної маси катика: для цього мішечок із катиком підвішують в тіні і волога стікає через тканину протягом кількох днів. Отримана густа поживна маса називається сузьма, і є сама по собі окремим харчовим продуктом. Далі в сузьму найчастіше додають сіль, інколи — пшеничне борошно грубого помолу, а потім з неї руками катають кульки діаметром 1–5 см.
Варений курт попередньо варять 2–3 год, далі проціджують і скатують у формі кульок або циліндриків. Сіль при цьому не додається. Ці форми висушуються на сонці протягом кількох днів, іноді доводяться до твердого стану. Чим твердіший курт, тим довше його можна зберігати, що є доволі вигідним при тривалих переходах. Найчастіше через три дні курт вважається готовим, після чого його можна зберігати в мішечку з рідкого полотна в сухому, провітрюваному місці до 1 місяця.
Загалом курт може мати різні форми: бути скатаним у кульки, порізаним на смужки або зліпленим у шматочки.
Таджицький курут готують так само як і узбецький, лише без червоного перцю. Татарський курт відрізняється від середньоазійського принципом приготування і подібний до нього лише за назвою.
У суміші з пшеницею у ліванській кухні існує суп кішк. В іранській кухні кашк подають до різних овочів, напр. до варених або смажених баклажанів як страву кашк-e-бадемжан.
У Казахстані курт готують із солоного, висушеного на повітрі сиру. Для цього використовується кисле молоко, в ідеалі — кобиляче, яке довго вариться у великому чавунному казані. Рідину після цього зливають, а масу, яка залишилася, солять, формують невеликі кульки і сушать. В казахській кухні курт споживають як перекус або розчиняють у гарячому бульйоні і вживають як закуску.
У Киргизстані маленькі солоні кульки також дуже поширені. Там вони називаються курут. Під різними назвами ця страва поширена у всій Центральній Азії та Східній Європі. Монгольська її версія має прямокутну форму і називається ааруул.
У сільських місцевостях арабських країн та Ірану виготовлення і висушування йогурту все ще лишається важливим способом консервації молока. У сучасних умовах, коли свіжий йогурт є постійно доступним, саме він частіше згадується в рецептах замість оригінального кашку.

## Вживання
Курт використовують як закуску, що збуджує апетит, для приправи в каші та супи, а також для приготування куртави.
Загалом кашк — це вид каші або свіжого сиру. Зазвичай його їдять без додатків, але його можна вживати по-різному: наприклад, розчинити у воді та їсти як йогурт. У західних частинах Азербайджану курут традиційно розчиняють у воді та використовують як соус до традиційної азербайджанської страви хінгал (xəngəl). Розчинений у воді курут є основним інгредієнтом страви курутоб (qurutob) — традиційної страви в таджицькій, афганській та іранській кухнях і інколи вважається національною стравою Таджикистану. Однією з найголовніших страв в Афганістані є кіхрі-курут, який роблять із вігни, рису та розчиненого у воді куруті. Іноді його солять, а у Внутрішній Монголії його можуть приправляти та подавати як солодощі.

## Різновиди у різних країнах

### Іран

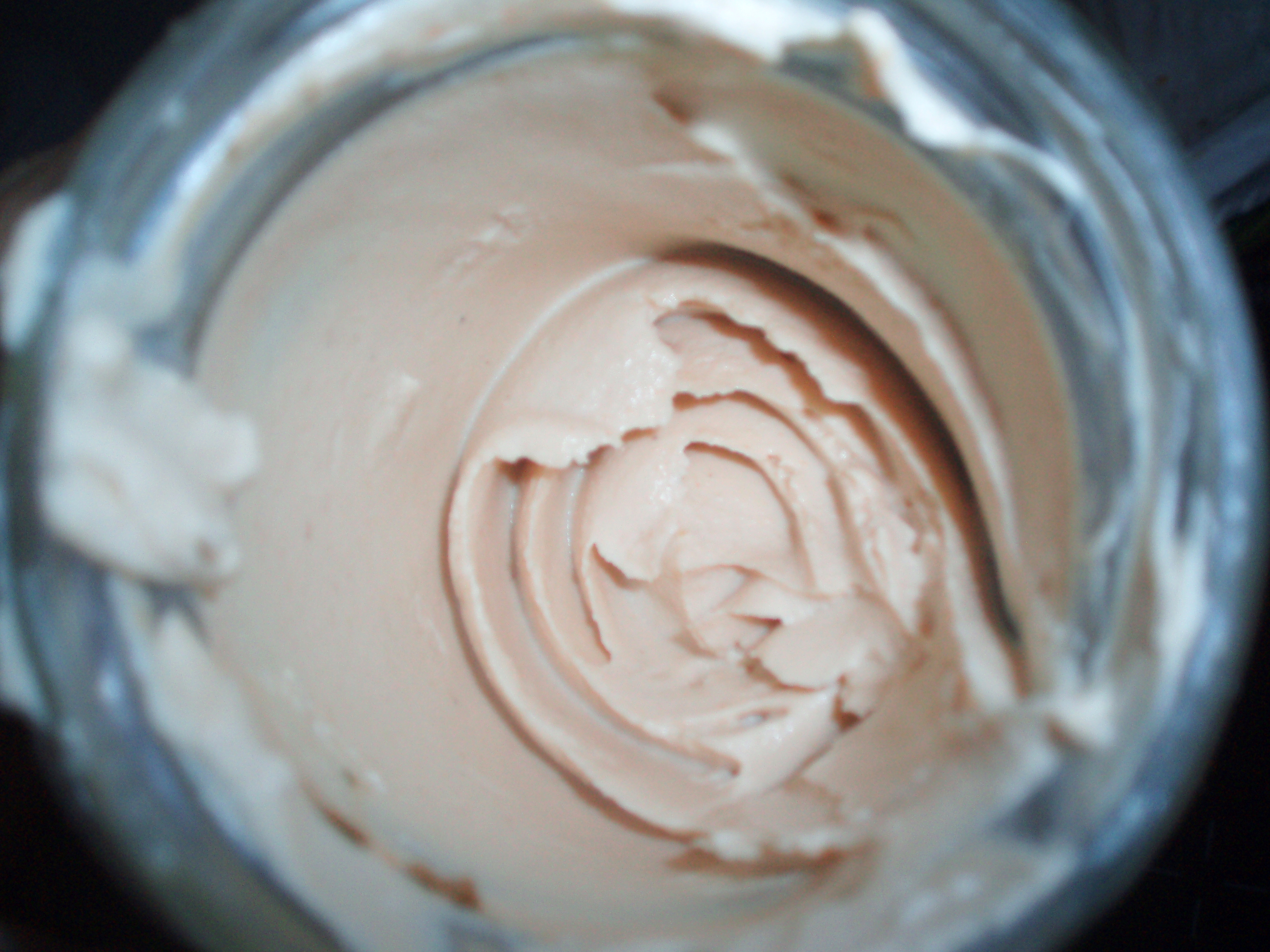
Іранський кашк

У сучасному Ірані кашк — це густа білувата рідина, подібна до сироватки чи сметани, яку використовують у традиційній іранській та курдській кухнях у таких стравах, як аш-е-реште, кашк-е-бадемжан та кале джоуш. Вона буває у рідкій або сушеній формі, яку в такому випадку треба розмочити та розм'якшити перед тим, як використовувати для приготування їжі. Кашк традиційно виробляли із залишків після виготовлення сиру, точніше, із молока. Для цього з масла виділяють молоко, а тан, що залишається, є основою для кашку. Далі з цього напою виділяється вода, а те, що лишилося, і є кашком, який можна висушити.

### Туреччина
В Туреччині кашк як висушений продукт з йогурту відомий під назвами кеш пейнірі, курут, таш йогурт, куру йогурт або катік кеші (тур. keş peyniri, kurut, taş yoğurt, kuru yoğurt та katık keşi відповідно). Його склад та спосіб виготовлення відрізняються за регіонами країни: на заході та півночі Туреччини, особливо в Болу, цей продукт через свою форму та білий колір вважається сиром, а на сході, особливо в Ерзінджані, Ерзурумі та Карсі, курут виробляють із знежиреного йогурту, який у свою чергу робиться з сироватки, що залишилася після виробництва масла за методом під назвою яйик (тур. yayık); потім цей йогурт розминають або скатують в кульки. У деяких частинах південно-східної Туреччини, де проживає велика кількість курдів, цей продукт називають кешк (тур. keşk). Всі його варіанти солоні. Його зазвичай використовують у супах, таких стравах, як кешкек, еріште тощо.
Також існує подібний висушений продукт під назвою тархана, в основі якого — ферментована суміш каші і йогурту або кислого молока. Вона дуже схожа на кішк — страву кухні народів Леванту.

### Левант і Аравійський півострів
У Лівані, Палестині, Сирії та на Аравійському півострові кішк — це порошкоподібна каша із бургула, заквашеного з молоком і лабаном (йогуртом), який зазвичай робиться із козячого молока. Його легко зберігати, а також він є цінним продуктом у зимовому раціону сільських мешканців та людей, що живуть далеко від населених пунктів.
Кішк готують на початку осені після виробництва бургула. Молоко, лабан і бургу змішують та залишають на дев'ять днів. Кожного ранку суміш ретельно замішують руками. По закінченню ферментації кішк розкладають на суху тканину для висихання. В кінці його добре розтирають між долонями, поки він не перетвориться на порошок, який зберігають у сухому місці.
У Йорданії поширений сухий йогурт, подібний до кашку — джамід.